# Лінда Брезонік
Лінда Брезонік (нім. Linda Bresonik; нар. 7 грудня 1983, Ессен, Західна Німеччина) — німецька футболістка, опорна півзахисниця та флангова захисниця. Здебільшого грала за «Дуйсбург».

## Клубна кар'єра

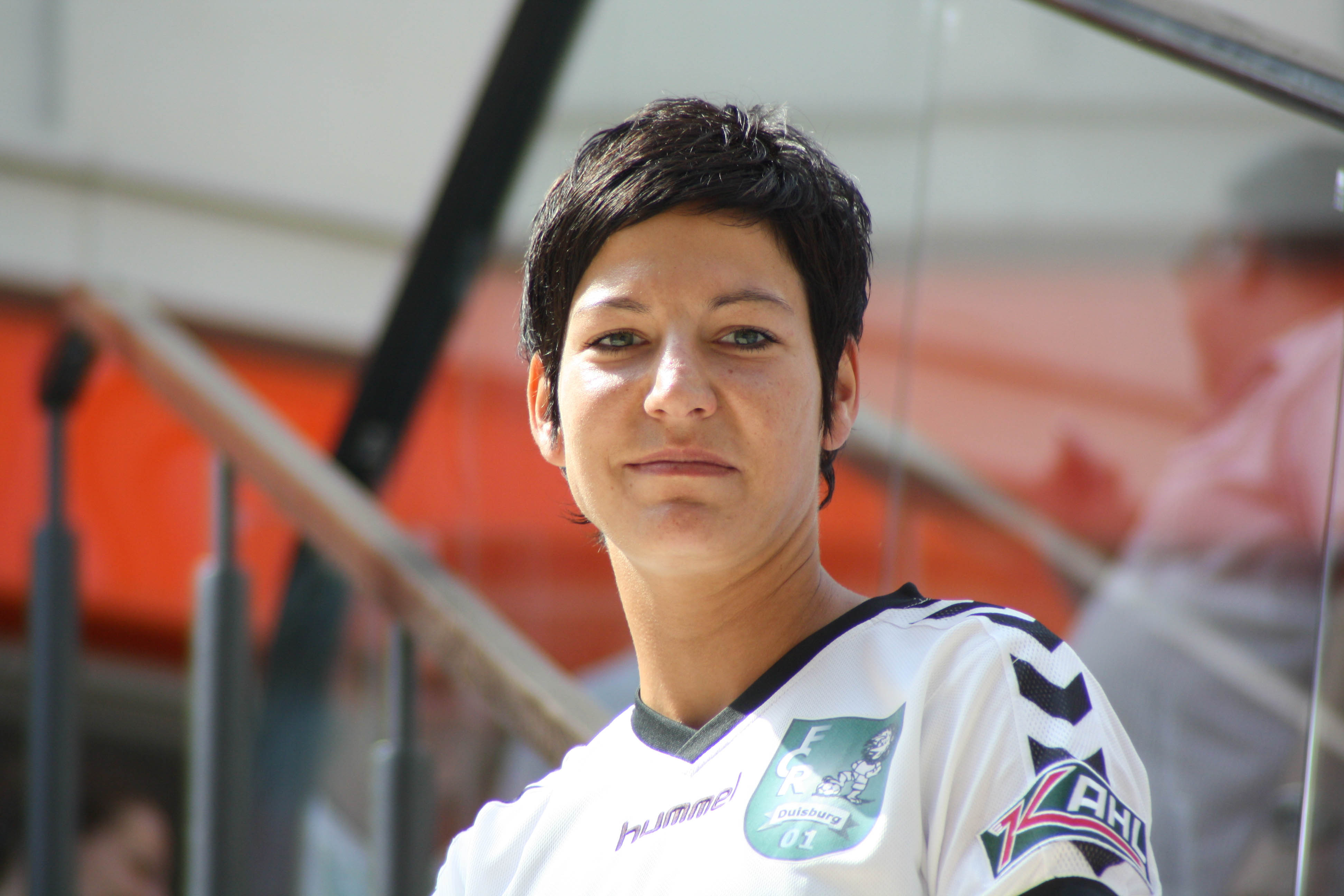
Лінда Брезонік у футболці «ФКР 2001 Дуйсбург» у 2010 році

Футбольну кар'єру розпочала у 5-річному віці у ТУС 84/10 (Ессен), а в 1995 році перейшла до «Грюн-Вайс» (Шонебек). У 2000 році приєдналася до «ФКР 2001 Дуйсбург», за який дебютувала в Бундеслізі. У сезоні 2004/05 років «Дуйсбург» посів друге місце в чемпіонаті. Після розбрату з клубом Брезонік у 2005 році перейшла до клубу Бундесліги «07 Бад Нойєнагр», але зіграла там лише в п’яти матчах. Рік по тому вона переїхала до «Ессен-Шонебек», де грала протягом двох сезонів.
У 2008 році Бресонік повернувся до «ФКР 2001 Дуйсбург». Під час свого другого перебування в клубі досягла найбільшого успіху на клубному рівні, виграла Кубок УЄФА у сезоні 2008–2009 років. Вона також двічі виграла Кубок Німеччини з «Дуйсбургом» і стала срібною призеркою Бундесліги у сезоні 2009/10 років. На Закритому кубку Німеччини 2008 року визнана найкращою гравчинею, а також отримав звання найкращої бомбардирки. У 2011 році спочатку розірвала контракт з «Дуйсбургом», але в серпні 2011 року підписала з клубом нову угоду, розраховану до завершення сезону 2012/13 років.
27 липня 2012 року розірвала контракт з «Дуйсбургом» й разом з колишньою одноклубницею Анніке Кран приєдналися до ПСЖ за суму, яку назвали «rekordverdächtig» (можливо, рекордною).
У 2015 році приєдналася до «Дуйсбурга», а потім перейшла до «Клоппенбурга» в 2017 році.

## Кар'єра в збірній
У 2000 році разом зі збірною Німеччини виграла дівочий (U-18) чемпіонат Європи. Два роки по томуу стала третьою на жіночому молодіжному (U-19) чемпіонаті світу 2002 року. Лінда реалізувала свій удар у серії післяматчевих пенальті в поєдинку за третє місце. ФІФА внесла ім'я Брезонік до списку з 16 гравців, яких слід «запам'ятати на майбутнє» за підсумками чемпіонату світу. Окрім Лінди, до списку потрапили 16-річна Марта і канадка Крістін Сінклер. 10 травня 2001 року дебютувала у національній збірній Німеччини в поєдинку проти Італії. Менш ніж через два місяці виграла свій перший великий міжнародний трофей, чемпіонат Європи 2001 року. На чемпіонаті світу 2003 року отримала м'язову травму в матчі другого туру групового раунду. Вона покинула команду та повернулася до Німеччини, а згодом отримала лише третину заздалегідь обумовленого бонусу за перемогу. Після цього майже чотири роки не грала за збірну.
Зрештою, повернулася до національної збірної на Турнір чотирьох націй у січні 2007 року, де була однією з гравчинь збірної Німеччини, яка виграла Чемпіонат світу 2007 року. Виходила в стартовому складі у всіх шести матчах збірної. Разом з Керстін Штегеманн, Анніке Кран і Аріаною Хінгст була частиною захисту збірної Німеччини, яка не пропустила жодного м'яча за весь турнір. Вона виграла бронзову медаль на літніх Олімпійських іграх 2008 року й допомогла Німеччині виграти сьомий титул для країни на чемпіонаті Європи 2009 року. Проте у чвертьфіналі вище вказаного турніру порвала бічну зв'язку лівої щиколотки і змушена була завершити турнір. Потрапила до заявки збірної Німеччини на чемпіонат світу 2011 року. 15 лютого 2012 року вона забила 1000-й м'яч національної збірної Німеччини в переможному (5:0) матчі кваліфікації чемпіонату Європи проти Туреччини. На Кубку Алгарве 2012 брала участь у трьох матчах групового раунду. У 2014 році завершила кар'єру у національній збірній.

## Особисте життя
19 грудня 2017 року оголосила про завершення футбольної кар'єри щоб мати можливість зосередитися на посаді, яку вона зайняла 1 грудня як співробітниця офісу рівних можливостей міста Дюссельдорф.
В інтерв’ю 2018 року виступала за професіоналізацію жіночого футболу.
З жовтня 2019 року — офіційний амбасадор бренду Leadership meets Sports.
Спеціаліст із оптової та зовнішньої торгівлі, яка грає у «Свінгольф», спрощену версію гольфу.
Лінда Бресонік — відкрита бісексуалка. Перебуває у стосунках з одноклубницею Інкою Грінгс та своїм тренером Гольгером Фахом.

## Статистика виступів

### Голи за збірну
| №  | Дата            | Місце                                | Суперник  | Рахунок | Результат | Змагання                            |
| -- | --------------- | ------------------------------------ | --------- | ------- | --------- | ----------------------------------- |
| 1. | 24 серпня 2009  | Тампере, Тампере, Фінляндія          | Норвегія  | 1–0     | 4–0       | Чемпіонат Європи 2009               |
| 2. | 27 серпня 2009  | Тампере, Тампере, Фінляндія          | Франція   | 4–0     | 5–1       | Чемпіонат Європи 2009               |
| 3. | 17 вересня 2011 | Імпульс Арена, Аугсбург, Німеччина   | Швейцарія | 3–1     | 4–1       | кваліфікація чемпіонату Європи 2013 |
| 4. | 15 лютого 2012  | Бука Арена, Ізмір, Туреччина         | Туреччина | 3–0     | 5–0       | кваліфікація чемпіонату Європи 2013 |
| 5. | 31 травня 2012  | Білефельд Альм, Білефельд, Німеччина | Румунія   | 1–0     | 5–0       | кваліфікація чемпіонату Європи 2013 |

## Досягнення

### Клубна
«ФКР 2001 Дуйсбург»
- Кубок УЄФА
  -  Володар (1): 2008/09
- Бундесліга
  -  Срібний призер (2): 2004/05, 2009/10
- Кубок Німеччини
  -  Володар (2): 2008/09, 2009/10
  -  Фіналіст (1): 2002/03

### У збірній
- Чемпіонат світу
  -  Чемпіон (2): 2003, 2007
- Чемпіонат Європи
  -  Чемпіон (2): 2001, 2009
- Літні Олімпійські ігри
  -  Бронзовий призер (1): 2008[9]
- Жіночий чемпіонат світу (U-20)
  -  Бронзовий призер (1): 2002
- Жіночий чемпіонат Європи
  -  Чемпіон (1): 2000

### Індивідуальні
- Срібний лавровий лист